# 青土ダム

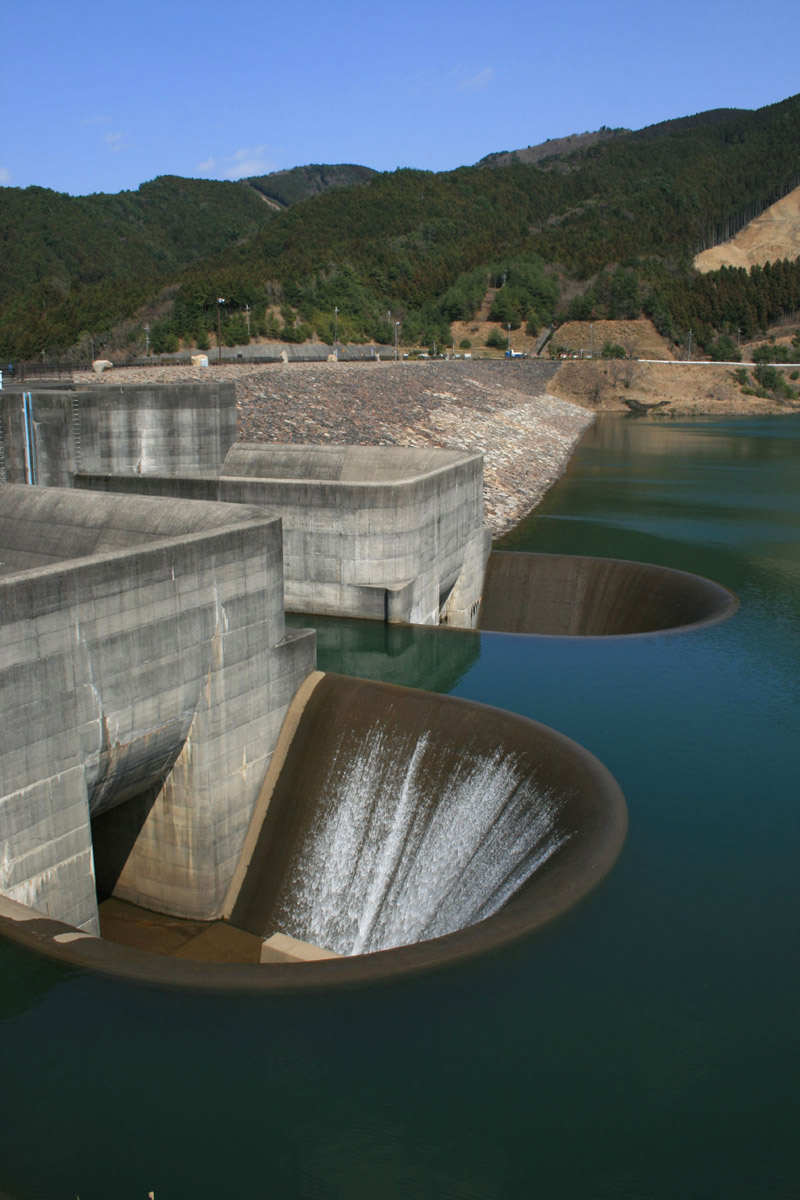
放流設備
常用洪水吐（水が流れ落ちている箇所）と非常用洪水吐（常用洪水吐から一段上に位置する）の二段で構成されている

青土ダム（おおづちダム）は、 滋賀県甲賀市土山町青土の淀川水系野洲川に建設された洪水調節・上水道・工業用水を目的とした多目的ダムである。

## 概要
野洲川総合開発事業の一環として作られた、滋賀県で最初の多目的ダムである。ダム天端は県道9号線となっているほか、ダムサイト周辺には広場や公園、キャンプ場の『青土ダムエコーバレイ』などが整備されている。ダム管理用の水力発電設備（最大250キロワット）も備える。
常用洪水吐にゲートレス(自然越流方式)が2門とゲート付きが1門あるが、ゲートレスの常用洪水吐が特徴的な形状をしており、完全な円形ではないもののダム穴に近い光景となっている。

## ギャラリー

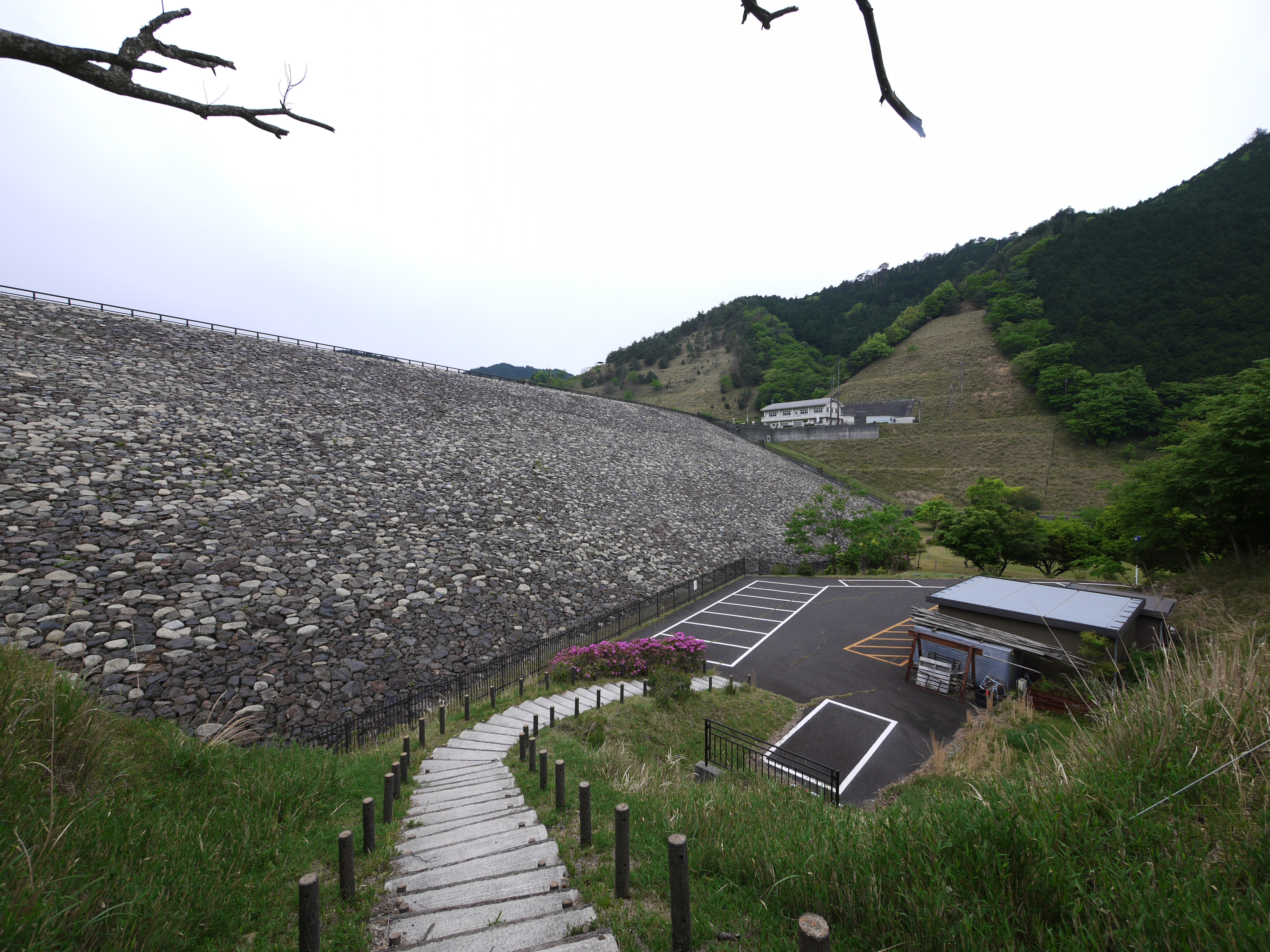
堤体近景
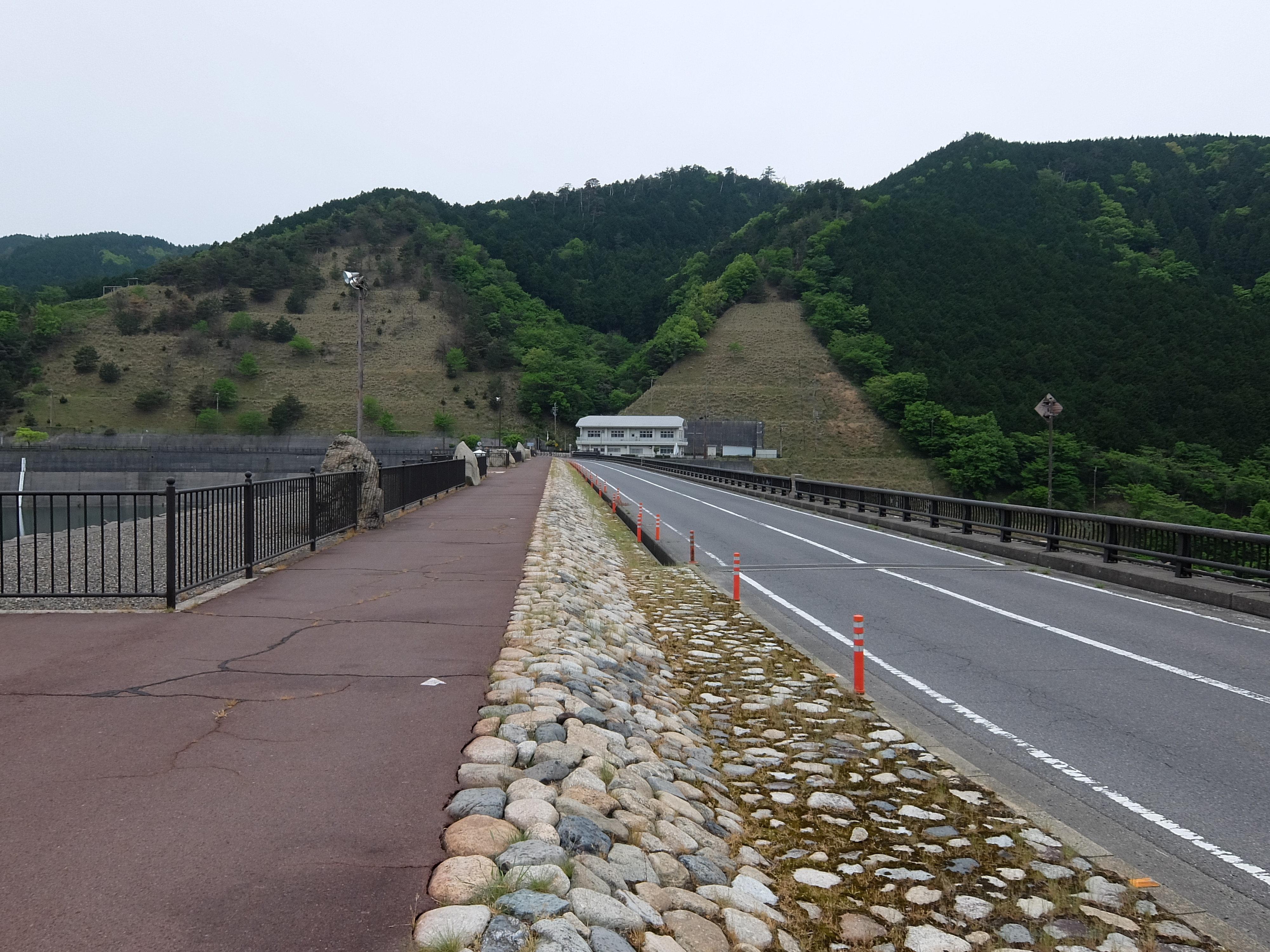
天端（県道9号）
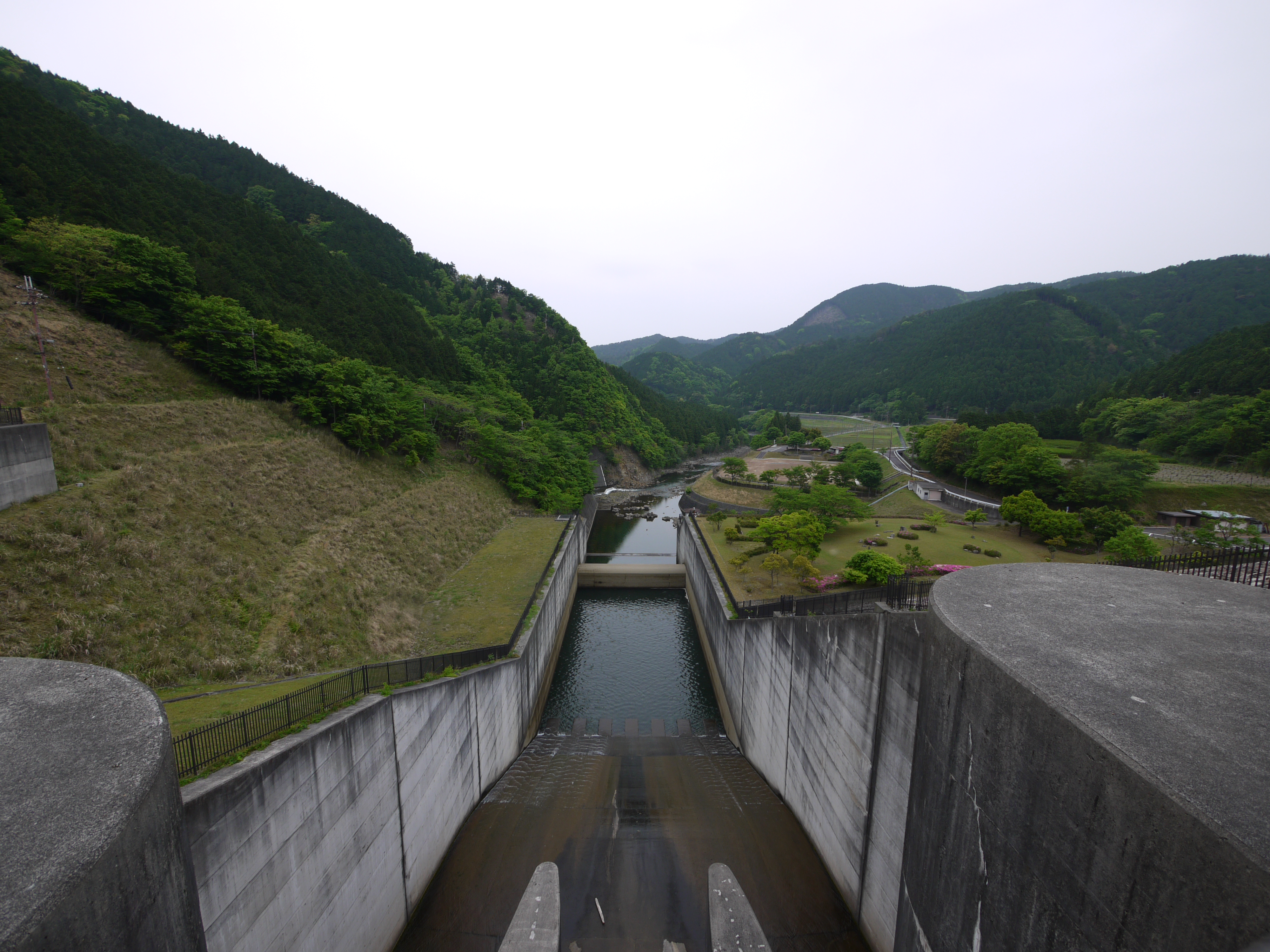
天端より野洲川下流を望む
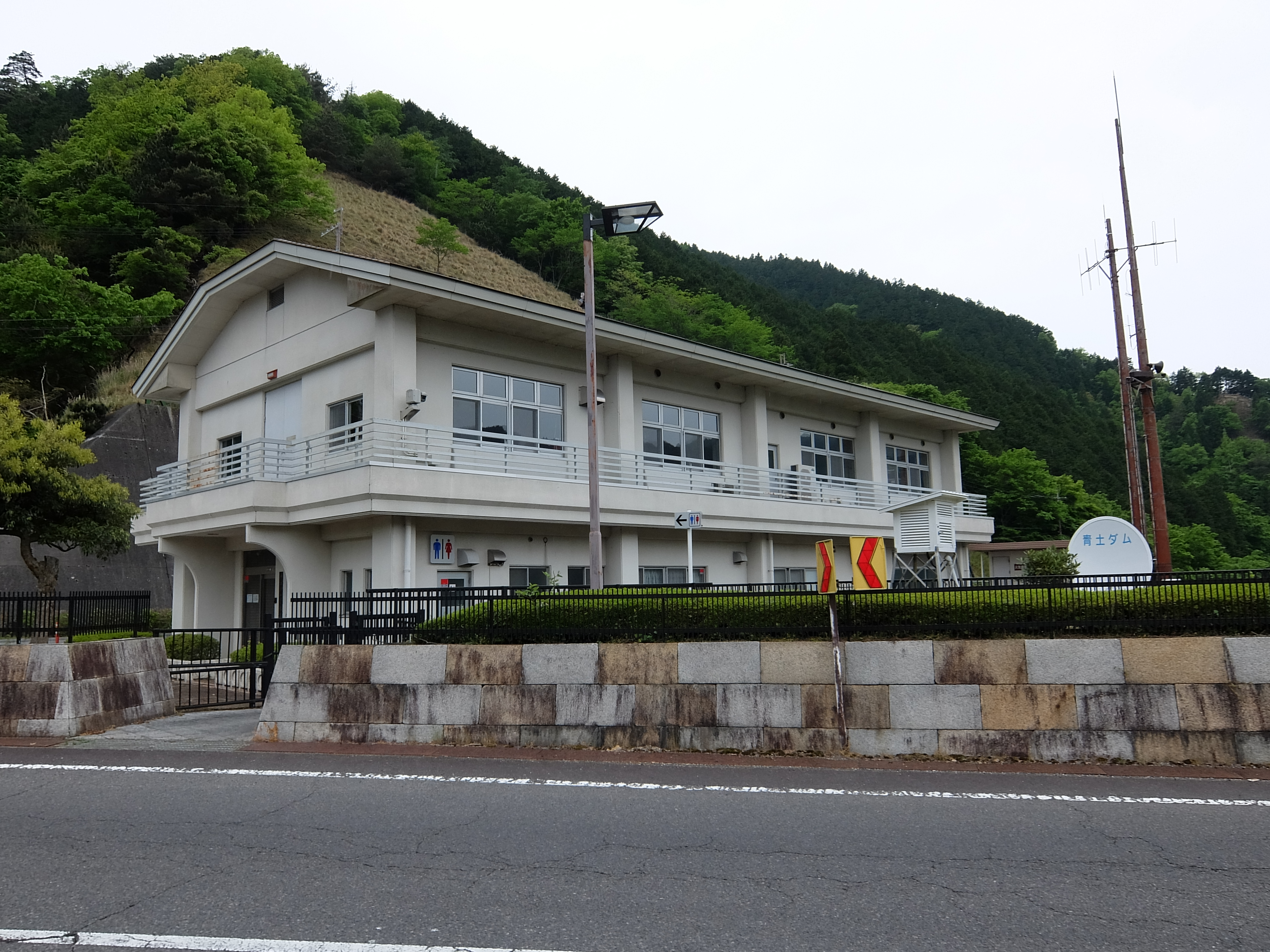
管理事務所
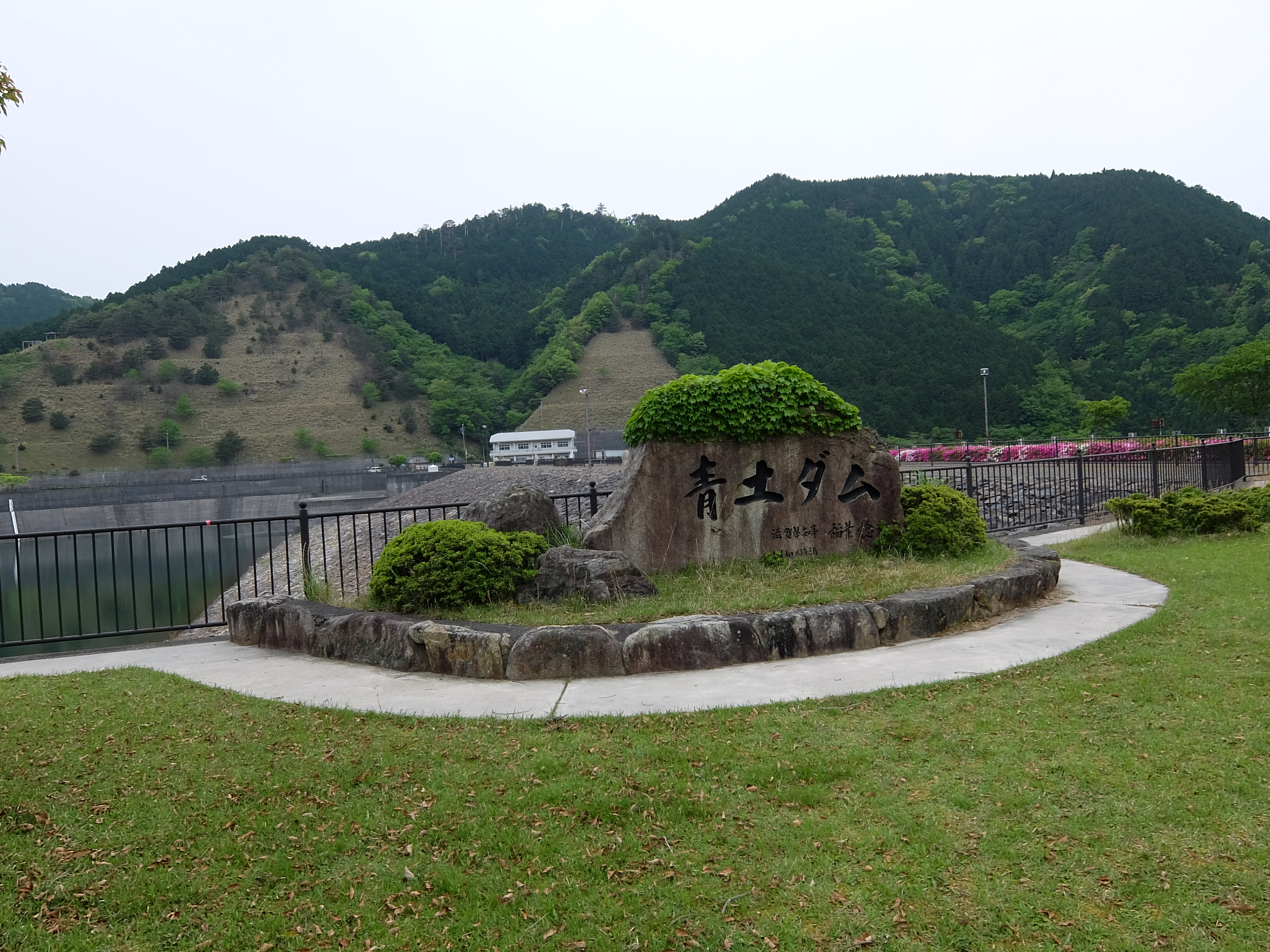
石碑
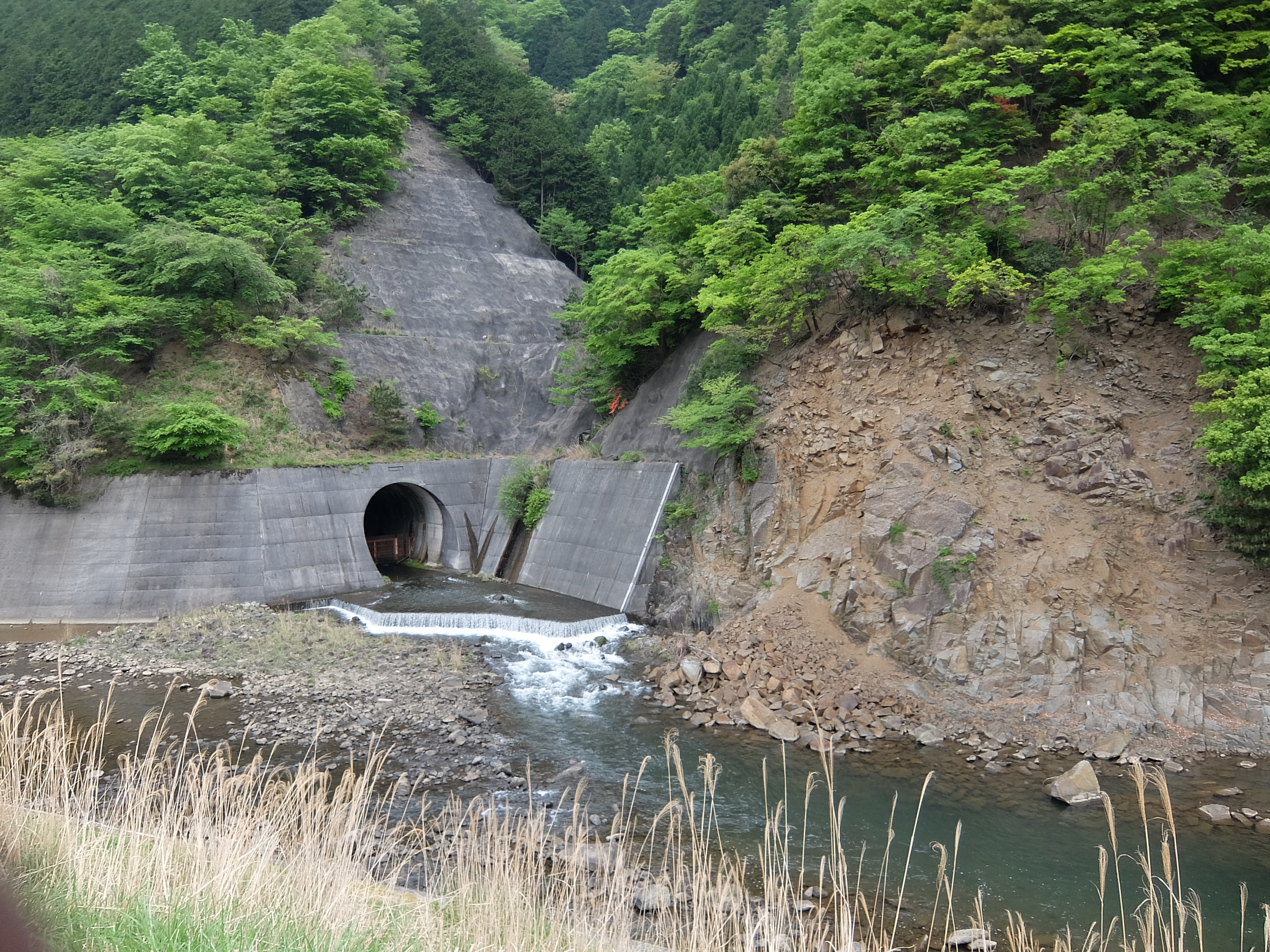
下流への放水口